# Gaztelugatxe
Gaztelugatxe è un'isola spagnola lungo le coste della Biscaglia appartenente alla municipalità di Bermeo nei Paesi Baschi, collegata alla terraferma da un ponte del XIV secolo. Sulla parte più alta dell'isola sorge un eremo, denominato Gaztelugatxeko Doniene in basco e San Juan de Gaztelugatxe in spagnolo, dedicato a San Giovanni Battista risalente al X secolo, ma che secondo alcune scoperte potrebbe risalire al IX secolo. Dove oggi sorge la cappella di San Giovanni anticamente si trovava un castello (gaztelu in basco). Ogni 24 giugno, si svolge un pellegrinaggio da Bermeo alla rocca: centinaia di persone vi partecipano da tutta Biscaglia e da molti altri luoghi. Il 29 agosto si celebra una Messa in onore del Santo e si festeggia San Giovanni decollato (San Giovanni Battista ucciso per decapitazione). Il 31 dicembre si officia un'altra messa per finire l'anno.

## Descrizione
In questa zona oceanica il mare erode incessantemente la costa rocciosa creando gallerie, archi e grotte. L'isola di Gaztelugatxe si trova al centro di questo tratto di costa vicino alla piccola isola di Aketx, un santuario per gli uccelli marini.
Accanto all'eremo c'è un piccolo rifugio con vista sul mare che viene utilizzato per fare picnic e per rifugiarsi dal vento.
L'eremo è accessibile da uno stretto sentiero che attraversa il ponte in pietra solida e sale di 231 gradini (altre fonti citano il numero 229 o 237). Secondo la leggenda, dopo la salita si dovrebbe suonare la campana dell'eremo per tre volte ed esprimere un desiderio.
La piccola chiesa, costruita a 80 metri sul livello del mare, risale al X secolo. Nell'anno 1053 fu donata da don Íñigo López, signore di Biscaglia, al monastero di San Juan de la Peña vicino Jaca, a Huesca.
Nel 1593 fu attaccato e saccheggiato da Francis Drake. Il 10 novembre 1978 fu distrutto da un incendio. Due anni dopo, il 24 giugno 1980, fu nuovamente inaugurato. L'eremo appartiene alla parrocchia di San Pelaio di Bakio.
L'eremo ospita anche offerte votive di marinai sopravvissuti ai naufragi.
Il luogo è la quintessenza del turismo dei Paesi Baschi, riceve migliaia di visitatori durante l'anno. L'isolotto e l'ambiente sono considerati riserva protetta.

## Etimologia
Il nome Gaztelugatxe viene dalle parole basche gaztelu "castello" o "fortezza", e gaitz "difficile" o "terribile", letteralmente "castello pericoloso".

## Cinema
L'isolotto e i suoi dintorni sono stati teatro delle riprese di alcune scene della settima stagione della serie tv Il Trono di Spade, in cui la spiaggia diventa Roccia del Drago. Nella finzione della serie in cima alla salita si trova un palazzo ricreato digitalmente anziché l'eremo esistente, ma è rimasto il percorso con 241 gradini che sale in cima all'isolotto.